# La villa misteriosa
La villa misteriosa (Stuart Webbs: Die geheimnisvolle Villa o Die geheimnisvolle Villa) è un film muto del 1914 diretto da Joe May che fa parte della Stuart Webbs Detektivserie, una serie di film che avevano come protagonista l'investigatore Stuart Webbs, interpretato da Ernst Reicher.

## Trama
Stuart Webbs indaga sul rapimento di una giovane donna tenuta prigioniera da un gruppo di criminali che si è nominato Das schwarze Dreieck (Il triangolo nero). Le sue indagini lo portano a una villa misteriosa dov'è tenuta la ragazza: dopo avere affrontato tutta una serie di ostacoli, di trappole e di trabocchetti, l'investigatore riuscirà a sopraffare i criminali e a salvare la rapita.

## Produzione
Il film fu prodotto dalla Continental-Kunstfilm GmbH (Berlin).

### Cast
Eva May (1902-1924): Figlia del regista e dell'attrice Mia May (che appare anche lei nel cast del film), la piccola Eva all'epoca aveva solo dodici anni. Fu il suo esordio sullo schermo. Qualche tempo dopo, avrebbe intrapreso professionalmente la carriera di attrice, con buon successo. Si suicidò giovanissima, a ventidue anni.

## Distribuzione
Munito di visto di censura del 26 gennaio 1914, il film venne presentato alla Kammerlichtspiele di Berlino il 13 marzo 1914. In Danimarca, il titolo venne tradotto in Den mystiske Villa. Il film fu distribuito anche negli Stati Uniti come The Black Triangle attraverso la Lloyd Films (come Films Lloyd) e la Film Releases of America nel maggio 1914.